# 13978 Hiwasa
13978 Hiwasa è un asteroide della fascia principale. Scoperto nel 1992, presenta un'orbita caratterizzata da un semiasse maggiore pari a 2,6160622 UA e da un'eccentricità di 0,1864791, inclinata di 12,36183° rispetto all'eclittica.
L'asteroide è dedicato all'omonima città giapponese, ora parte della città di Minami, nella Prefettura di Tokushima.